# Samuel (Name)
Samuel ist ein Vorname und Familienname.

## Herkunft und Bedeutung
Der Name Samuel geht auf den hebräischen Namen שְׁמוּאֵל šəmūʾēl zurück. Die genaue Herleitung und Bedeutung ist nicht geklärt. Möglich sind folgende Optionen:
- ŠM + אֵל ʾēl: „ŠM ist Gott“
- שֵׁם šēm + אֵל ʾēl: „Nachkomme ist Gott“, „Nachkomme Gottes“
- ŠMW + אֵל ʾēl: „erhaben ist Gott“

Die volksetymologische Deutung in 1 Sam 1,20  nimmt auf die Wurzel שׁאל šʾl Bezug, was jedoch auf den Namen שָׁאוּל šāʾūl, deutsch Saul, „der Erbetene“ hindeutet.
Die Septuaginta überträgt den Namen mit Σαμουήλ Samuēl, die Vulgata mit Samuhel.

## Verbreitung

### International
Der Name Samuel erfreut sich international großer Beliebtheit.
In den USA zählt Samuel zu den beliebtesten Jungennamen. Seit Beginn der Aufzeichnungen im Jahr 1880 zählte er durchgängig zu den 100 meistgewählten Jungennamen. In der Mitte des 20. Jahrhunderts wurde der Name etwas seltener vergeben. Mit Rang 91 belegte der Name seine niedrigste Chartplatzierung im Jahr 1960. Heute hat sich der Name in den 20er Rängen der Hitliste etabliert. Zuletzt stand er auf Platz 23 der Vornamenscharts (Stand 2021).
Seit der Jahrtausendwende belegt der Name in der Slowakei durchgehend einen Platz in den Top-5. Zwischen 2003 und 2009 hatte er die Spitzenposition inne. In Tschechien stieg der Name in den 1990er in der Top-100 der Vornamenscharts auf und etablierte sich am Ende des vorderen Drittels der Hitliste. Im Jahr 2016 belegte er Rang 26 der Hitliste. Der Name kommt in Polen seit dem Jahr 2000 alljährlich in der Namensgebung vor und schwankt seitdem um Rang 100. In Ungarn liegt der Name seit 2015 jährlich in den Top-100. Der Name Samuel wird in Slowenien seit 2009 regelmäßig vergeben, er ist aber nur mäßig beliebt.
Der Name befindet sich in Schweden seit den frühen 1990er Jahren in den Listen der 100 beliebtesten Namen. Um die Jahrtausendwende gehörte er zu den Top-30 der Vornamenscharts. In den Niederlanden kommt der Name seit 1930 jährlich in den Hitlisten vor. In den letzten 10 Jahren wurden etwa 1.600 Jungen so genannt.
In Portugal gehörte der Name von 2011 bis 2018 zu den Top-50 der Vornamenscharts. Der Name befindet sich in Italien seit 1999 in den Top-80 und seit 2010 in den Top-50 der Hitlisten.
Der Name lag in England und Wales von 1996 bis 2006 durchgehend in den Top-10, seitdem geht seine Beliebtheit zurück. Im Jahr 2023 belegte er Rang 62. In Schottland kommt der Name seit 1935 jährlich in den Hitlisten der 100 beliebtesten Namen vor. Von 1935 bis 1951 und von 2002 bis 2017 lag er sogar in den Top-50. Der Name befindet sich in Nordirland seit 1997 stets in den Top-100 der Vornamenscharts. Den besten Platz erzielte er im Jahr 2005 mit Rang 25. In Irland wird der Name seit 1964 jedes Jahr vergeben. Seit Ende der 1980er Jahre gehört er stets zu den Top-100 der Vornamenscharts. Von 2001 bis 2016 lag der Name sogar in den Top-50.
Samuel befand sich in Kanada von 1920 bis 1942 in den Top-100, danach ging seine Beliebtheit zurück. Seit 1981 befindet er sich wieder in den Top-100 und war von 2000 bis 2018 in den Top-30. In Québec belegte Samuel von 1995 bis 2007 durchgängig einen der beiden ersten Ränge der Hitliste. Zuletzt sank die Popularität leicht, sodass er im Jahr 2021 Rang 26 der Vornamenscharts belegte. Somit ist der Name dort beliebter als im ganzen Land.
In Australien (Rang 39, Stand 2021), Belgien (Rang 48, Stand 2021), Chile (Rang 43, Stand 2021), Finnland (Rang 39, Stand 2021), Frankreich (Rang 49, Stand 2021), Norwegen (Rang 48, Stand 2021), Neuseeland (Rang 49, Stand 2021) und Spanien (Rang 43, Stand 2021) zählte der Name zuletzt zur Top-50 der Vornamenscharts.

### Deutscher Sprachraum
Der Name Samuel wird in der Schweiz seit 1930 jedes Jahr bei der Namenswahl berücksichtigt. Seit 1973 zählt er durchgehend zu den Top-100 und seit 1983 hat er sich unter den 30 beliebtesten Jungennamen etabliert. Im Jahr 2023 belegte er Rang 19 der Hitliste. Von 1930 bis 2023 wurde der Name rund 27.100 Mal vergeben. Die Vergabe ist auch in Liechtenstein nachgewiesen.
In Österreich trat der Name im Jahr 2000 in die Top-50 der Vornamenscharts ein. Seitdem nahm die Popularität des Namens fast jedes Jahr zu. Im Jahr 2021 stand der Name mit 398 Vergaben auf Rang 23 der Hitliste und wurde an 0,9 % aller neugeborenen Jungen vergeben.
In Deutschland kommt der Name vor allem seit den 1980er Jahren vor. War er zunächst mäßig beliebt, stieg er in den 2000er Jahren in den Vornamenscharts auf. Im Jahr 2021 belegte er Rang 33 der Hitliste.
In den „Richtlinien über die Führung von Vornamen“, aus denen während der NS-Diktatur in Deutschland jüdische Bürger gemäß § 1 der „Zweiten Verordnung zur Durchführung des Gesetzes über die Änderung von Familiennamen und Vornamen“ vom 17. August 1938 die Vornamen wählen mussten, war der Name Samuel als jüdischer Name aufgeführt.

## Varianten
- Armenisch: Սամվել Samwel
- Bulgarisch: Самуил Samuil
- Englisch
  - Diminutiv: Sam, Sammie, Sammy
- Fidschi: Samuela
- Finnisch: Samuli
  - Diminutiv: Sami, Samppa, Samu
- Griechisch
  - Altgriechisch: Σαμουήλ Samuēl, Σαμούηλος Samúēlos
- Hawaiianisch: Samu'ela
- Hebräisch: שְׁמוּאֵל śəmūʾēl
- Italienisch: Samuele
  - Latein: Samuhel
- Kenianisch: Samwel
- Kirchenslawisch: Самꙋилъ Samuilu
- Mazedonisch: Самоил Samoil
- Russisch: Самуил Samuil
- Tansanisch: Samwel
- Ungarisch: Sámuel
  - Diminutiv: Samu
- Walisisch: Sawyl

Beim Namen Schmuel bzw. Shmuel handelt es sich um eine moderne Transkription von שְׁמוּאֵל śəmūʾēl.
Die weibliche Varianten des Namens sind Samuela, Samuelina und Samueline.

## Namenstage
- 20. August: nach dem Propheten Samuel
- 10. Oktober: nach dem Pater Samuel

## Namensträger

### Vorname
- Samuel (fl. 1000 v. Chr.), biblischer Prophet
- Samuel, Mar Samuel († ≈254), Amoräer
- Samuel von Worms (auch: Samuel von Lorsch; ≈785–857), Bischof von Worms, Abt des Reichsklosters Lorsch und Gründer des Cyriakusstiftes Worms-Neuhausen
- Samuel ben Qalonymus he-Chasid (fl. ≈ 1096–1150) Toraexeget, Speyer
- Samuel ben Phöbus (≈ 1650–1705), Rabbiner in Fürth (1691–1694), Talmudist
- Samuel (1920–1981), koptischer Bischof

- Samuel Adams (1722–1803), US-amerikanischer Staatsmann und Revolutionär
- Samuel Barber (1910–1981), US-amerikanischer Komponist
- Samuel Beckett (1906–1989), irischer Schriftsteller
- Samuel Blesendorf (1633–1699), deutscher Miniaturporträtist, Zeichner, Kupferstecher, Emailmaler und Goldschmied
- Samuel Friedrich Bucher (1692–1765), sächsischer Altertumswissenschaftler, Philologe und Pädagoge
- Samuel „Samu“ Castillejo (* 1995), spanischer Fußballspieler
- Samuel Chukwueze (* 1999), nigerianischer Fußballspieler
- Samuel Langhorne Clemens (1835–1910), US-amerikanischer Schriftsteller, besser bekannt unter seinem Pseudonym Mark Twain
- Samuel Taylor Coleridge (1772–1834), englischer Dichter
- Samuel Colt (1814–1862), US-amerikanischer Erfinder
- Samuel Contesti (* 1983), französischer Eiskunstläufer
- Samuel Dexter (1761–1816), US-amerikanischer Politiker
- Samuel Train Dutton (1849–1919), US-amerikanischer Pädagoge und Friedensaktivist
- Samuel Eto’o (* 1981), kamerunischer Fußballspieler
- Samuel Faber (1657–1716), deutscher Lehrer und Schriftsteller
- Samuel Farber (* 1939), kubanisch/-US-amerikanischer Politikwissenschaftler und Soziologe
- Samuel Firmino de Jesus (* 1986), brasilianischer Fußballspieler
- Samuel Gigot (* 1993), französischer Fußballspieler
- Samuel Hahnemann (1755–1843), deutscher Arzt
- Samuel Harfst (* 1986), deutscher Sänger und Liedermacher
- Samuel Ludwig Hartig (1790–1868), deutscher Orgelbauer in Schlesien und der Neumark
- Samuel Hebich (1803–1868), deutscher evangelischer Missionar, Gedenktag: 20. Mai
- Samuel Hubert (1978/79–2024), französischer Jazzmusiker
- Samuel P. Huntington (1927–2008), US-amerikanischer Politologe und Autor
- Samuel Iling-Junior (* 2003), englischer Fußballspieler
- Samuel L. Jackson (* 1948), US-amerikanischer Schauspieler
- Samuel Johnson (1709–1784), englischer Schriftsteller
- Samuel Ephraim Jordan (1738/39–1788), deutscher Jurist und Amtmann
- Samuel Koch (* 1987), deutscher Schauspieler und Autor
- Samuel Kolega (* 1999), kroatischer Skirennläufer
- Samuel Kummer (1968–2024), deutscher Organist
- Samuel Landauer (1846–1937), deutscher Orientalist und Bibliothekar
- Samuel Lange (1618–1667), deutscher lutherischer Theologe, Hochschullehrer und -rektor
- Samuel de Lange (1840–1911), niederländisch-deutscher Organist, Lehrer und Komponist
- Samuel Gotthold Lange (1711–1781), deutscher Dichter und Pietist
- Samuel Gottlieb Lange (1767–1823), deutscher lutherischer Theologe und Hochschullehrer
- Samuel Lehmann (1808–1896), Schweizer Politiker und Oberfeldarzt der Armee
- Samuel Lenz (1686–1776), deutscher Historiker, Jurist und Hochschullehrer
- Samuel Löwenfeld (1854–1891), deutscher Historiker und Diplomatiker
- Samuel Mbangula (* 2004), belgischer Fußballspieler
- Samuel Gerhard von Melle (1690–1733), deutscher lutherischer Theologe
- Samuel Merwin (1874–1936), US-amerikanischer Schriftsteller, Journalist und Drehbuchautor
- Samuel E. Merwin (1831–1907), US-amerikanischer Politiker
- Samuel Morland, 1st Baronet (1625–1695), englischer Gelehrter und Mathematiker
- Samuel F. B. Morse (1791–1872), US-amerikanischer Erfinder
- Samuel Mosbach, der Ältere (1556–1603), deutscher Jurist, Kanzler des Kurfürstentums Sachsen
- Samuel Mosbach, der Jüngere (1584–1649), deutscher Rechtswissenschaftler, Hochschullehrer und -rektor
- Samuel Nujoma (1929–2025), Erster Staatspräsident Namibias
- Samuel Osgood (1748–1813), US-amerikanischer Kaufmann und Politiker
- Samuel Panzica (* 1992), US-amerikanischer Pokerspieler
- Samuel Pwadutakam (* 1984), nigerianischer Fußballschiedsrichterassistent
- Samuel Ramírez Moreno (1898–1951), mexikanischer Psychiater und Rektor der UNAM
- Samuel Taliaferro Rayburn (1882–1961), US-amerikanischer Politiker
- Samuel Rea (1855–1929), US-amerikanischer Eisenbahningenieur und Unternehmer
- Samuel Rosenthal (1837–1902), polnisch-französischer Schachspieler
- Samuel Rosenwald (1828–1899), deutscher Textilunternehmer in den Vereinigten Staaten
- Samuel Rothenberg (1910–1997), deutscher evangelischer Theologe und Komponist
- Samuel Röthlisberger (* 1996), Schweizer Handballspieler
- Samuel Scheidt (1587–1654), deutscher Komponist
- Samuel Schmid (* 1947), Schweizer Politiker (Bundesrat)
- Samuel Frederick „Sam“  Smith (* 1992), britische singende und liederschreibende Person
- Samuel M. Steward (1909–1993), US-amerikanischer Schriftsteller
- Samuel Stierneld (1700–1775), schwedischer Feldmarschall
- Samuel Streiff (* 1975), Schweizer Schauspieler
- Samuel Stutz (* 1960), Schweizer Fernsehmoderator
- Samuel Turner (1869–1929), englischer Bergsteiger
- Samuel Uwikunda (* 1987), ruandischer Fußballschiedsrichter
- Samuel Vousden, finnischer Pokerspieler
- Samuel „Sam“ Waagenaar (1908–1997), niederländischer Fotograf und Autor
- Samuel Henry John „Sam“ Worthington (* 1976), australischer Schauspieler

### Familienname
- A. S. Samuel (* 1906), malaysischer Badmintonspieler
- Adriana Samuel Ramos (* 1966), brasilianische Beachvolleyballspielerin
- Adolphe Samuel (1824–1898), belgischer Komponist, Musikkritiker, Musikpädagoge und Dirigent
- Ajayi Gbenga Samuel (* 1984), nigerianischer Fußballspieler
- Alemaz Samuel (* 1999), äthiopische Mittelstreckenläuferin
- Alexandre Ramos Samuel (* 1970), brasilianischer Volleyball- und Beachvolleyballspieler
- Alice Samuel († 1593), englische Hexe, siehe Witches of Warboys
- Andreas Samuel († vor 1549), polnischer Dominikanermönch in Posen und späterer lutherischer Theologe in Preußen
- Anlloyd Samuel (1980–2010), palauischer Schwimmer
- Arthur L. Samuel (1901–1990), US-amerikanischer Computer- und KI-Pionier
- Asante Samuel (* 1981), US-amerikanischer Footballspieler
- Asante Samuel Jr. (* 1999), US-amerikanischer Footballspieler
- Athanasius Yeshue Samuel (1909–1995), syrisch-orthodoxer Metropolit in Jerusalem (1946–1949) und Erzbischof in den USA und Kanada (1957–1995)
- Aysha Joy Samuel (* 1997), deutsche Schauspielerin
- Benedict Samuel (* 1988), australischer Schauspieler, Drehbuchautor und Regisseur
- Bernard Samuel (1949–2020), US-amerikanischer Jazzpianist
- Bigna Samuel (* 1965), vincentische Mittelstreckenläuferin
- Bright Osayi-Samuel (* 1997), nigerianisch-englischer Fußballspieler
- Cecilia Samuel (* 1920), malaysische Badmintonspielerin
- Clara Samuel (1878–1962), deutsche Sozialarbeiterin
- Clifford Samuel (* 1990), Fußballspieler von St. Kitts und Nevis
- Collin Samuel (* 1981), Fußballspieler aus Trinidad & Tobago
- Constance Wilson-Samuel (1908–1953), kanadische Eiskunstläuferin
- Curtis Samuel (* 1996), US-amerikanischer American-Football-Spieler
- David Samuel, 3. Viscount Samuel (1922–2014), britisch-israelischer Chemiker, Neurobiologe und Peer
- Deebo Samuel (* 1996), US-amerikanischer American-Football-Spieler
- Edmund W. Samuel (1857–1930), US-amerikanischer Politiker
- Emanuel Samuel (Emanuel Osmund, hebräisch Menachem ben Schmuel; 1766–1842), jüdischer Bankier, Kaufmann und Gelehrter
- Evelin Samuel (* 1975), estnische Sängerin
- Frank Samuel (1889–1954), britischer Erfinder und Industriemanager
- Gene Samuel (* 1961), Bahnradsportler aus Trinidad und Tobago
- Habtom Samuel (* 2003), eritreischer Langstreckenläufer
- Harold Samuel (1879–1937), englischer Pianist und Komponist
- Harold Samuel, Baron Samuel of Wych Cross (1912–1987), britischer Investmentunternehmer und Immobilienmakler
- Heather Samuel (* 1970), antiguanische Leichtathletin
- Herbert Samuel, 1. Viscount Samuel (1870–1963), britischer Politiker
- Herbert Samuel (1907–1992), deutscher Jurist und NS-Opfer, siehe Max-Samuel-Haus #Herbert Samuel
- Herbert Walter Samuel (1901–1982), deutscher Politiker (FDP)
- Isaak ben Samuel von Akkon (um 1250–1340), Kabbalist, zuletzt Königreich Navarra|
- Jacques Samuel († um 1965), Gründer von Jacques Samuel Pianos
- Jamile Samuel (* 1992), niederländische Sprinterin
- Jeymes Samuel (* 1979), britischer Filmregisseur und Drehbuchautor, Singer-Songwriter und Musikproduzent
- Jlloyd Samuel (1981–2018), englischer Fußballspieler
- Joanne Samuel (* 1957), australische Schauspielerin
- Laura Samuel (* 1991), britische Dreispringerin
- Marcel Samuel-Rousseau (1882–1955), französischer Komponist
- Marcus Samuel (Händler) (1799–1872), britischer Unternehmer
- Marcus Samuel, 1. Viscount Bearsted (1853–1927), britischer Unternehmer
- Marie Samuel Njie, gambische Sängerin
- Martin Samuel, Friseur beim Film
- Maurice Samuel (1895–1972), US-amerikanischer Autor
- Max Samuel (1883–1942), deutscher Unternehmer und Gemeindevorsitzender der Jüdischen Gemeinde in Rostock
- Maximilian Samuel (1880–1943), deutscher jüdischer Gynäkologie aus Köln und Häftlingsarzt in Auschwitz
- Moran Samuel (* 1982), israelische paralympische Basketballspielerin und Ruderin
- Nicholas Samuel, 5. Viscount Bearsted (* 1950), britischer Peer, Unternehmer und ehemaliger Politiker (Conservative Party)
- Peter Samuel, 4. Viscount Bearsted (1911–1996), britischer Peer
- Pierre Samuel (1921–2009), französischer Mathematiker
- Randy Samuel (* 1963), kanadischer Fußballspieler
- Raphael Samuel (1934–1996), britischer marxistischer Historiker
- Richard Samuel (1900–1983), deutsch-britischer Germanist
- Rudolf Samuel (1897–1949), deutsch-israelischer Physiker
- Salomon Samuel (1867–1942), deutscher Rabbiner, Philologe und Autor
- Samuel Samuel (1855–1934), britischer Politiker und Geschäftsmann
- Simon Samuel (1833–1899), deutscher Mediziner
- Stuart Samuel (Physiker) (* 1953), US-amerikanischer Physiker
- Stuart Montagu Samuel, 1. Baronet (1856–1926), britischer Politiker (Liberal Party)
- Tamrat Samuel (* 1952), eritreischer Diplomat und Mitarbeiter der Vereinten Nationen
- Temesgin Samuel (* 1984), äthiopischer Fußballschiedsrichterassistent
- Toby Samuel (* 2002), britischer Tennisspieler
- Vincent Samuel (* 1950), indischer Geistlicher, Bischof von Neyyattinkara
- Vivette Samuel (1919–2006), französische Sozialarbeiterin und Widerstandskämpferin
- Walter Samuel (* 1978), argentinischer Fußballspieler
- Welbert Samuel (* 1981), mikronesischer Schwimmer
- Xavier Samuel (* 1983), australischer Schauspieler